# Polygonum balansae
Polygonum balansae är en slideväxtart. Polygonum balansae ingår i släktet trampörter, och familjen slideväxter.

## Underarter
Arten delas in i följande underarter:
- P. b. balansae
- P. b. battandieri
- P. b. elongatum
- P. b. induratum
- P. b. rhizoxylon
- P. b. tectifolium